# کمال خرخاش
کمال خرخاش (انگلیسی: Kamel Kherkhache؛ زادهٔ ۲۱ مارس ۱۹۷۳) بازیکن فوتبال اهل الجزایر بود.
از باشگاه‌هایی که در آن بازی کرده‌است می‌توان به باشگاه فوتبال مولودیه قسنطینه اشاره کرد.
وی همچنین در تیم ملی فوتبال الجزایر بازی کرده‌است.